# Prowincje Zakonu Braci Mniejszych
Prowincje Zakonu Braci Mniejszych − autonomiczne jednostki zakonne z punktu widzenia prawa kanonicznego, zarządzane przez ministrów prowincjalnych. W Zakonie Braci Mniejszych prowincje zgrupowane są w konferencje (terytorialne, językowe), do których należą również niższe rangą kustodie. Prezesi konferencji nie sprawują władzy nad poszczególnymi prowincjałami i prowincjami.
Obecnie Zakon Braci Mniejszych dzieli się na 13 konferencji i Kustodię Ziemi Świętej, posiadającą status specjalny w ramach struktury zakonu.

## Kustodia Ziemi Świętej
Kustodia Ziemi Świętej nie wchodzi w skład żadnej z konferencji. Istnieje od 1217. Po upadku Łacińskiego Królestwa Jerozolimy franciszkanie byli jedynymi przedstawicielami katolicyzmu w Palestynie. W rękach franciszkanów znajdują się ważniejsze sanktuaria i największe parafie w Izraelu i Autonomii Palestyńskiej. Kustodia ma swoje przedstawicielstwa w krajach poza Bliskim Wschodem. Franciszkanin jest wikariuszem patriarchalnym dla Cypru.
| Nr | Państwo | Siedziba kurii | Nazwa / patronat                                    | Prowincjał / zarząd |
| -- | --- | -------------- | --------------------------------------------------- | ------------------- |
| 1  | Izrael · Autonomia Palestyńska · Cypr · Liban · Syria · Jordania · Egipt (Kair) · Grecja (Rodos, Kos) · Włochy (Rzym, Neapol) · Argentyna (Buenos Aires) · Hiszpania (Madryt) · USA (Waszyngton) | Jerozolima     | Kustodia Ziemi Świętej (patron: św. Antoni z Padwy) | Francesco Patton    |

## Konferencja afrykańska
Konferencja afrykańska Zakonu Braci Mniejszych obejmuje prowincje znajdujące się na kontynencie afrykańskim i Madagaskarze. W jej skład wchodzi pięć prowincji i pięć kustodii.
| Państwo                                                                 | Siedziba kurii | Nazwa / patronat                                                           | Prowincjał / zarząd                           |
| ----------------------------------------------------------------------- | -------------- | -------------------------------------------------------------------------- | --------------------------------------------- |
| RPA                                                                     | Pretoria       | Prowincja Najświętszej Maryi Panny Królowej Pokoju w RPA                   | Siphelele Gwanisheni                          |
| Egipt                                                                   | Kair           | Prowincja Świętej Rodziny w Egipcie                                        | Mourad Migialla                               |
| Kenia Rwanda Tanzania Uganda Malawi Madagaskar Burundi Zambia Mauritius | Nairobi        | Prowincja Świętego Franciszka w Afryce, na Madagaskarze i Mauritiusie      | Frederick Odhiambo                            |
| Demokratyczna Republika Konga                                           | Lubumbashi     | Prowincja Świętego Benedykta w Afryce w Demokratycznej Republice Konga     |                                               |
| Demokratyczna Republika Konga                                           | Lubumbashi     | Prowincja Matki Boskiej Anielskiej w Demokratycznej Republice Konga        | Grègoire Bowa Kateta                          |
| Benin Togo Wybrzeże Kości Słoniowej                                     | Lomé           | Prowincja Słowa Wcielonego                                                 | Marcel Bakoma                                 |
| Mozambik                                                                | Maputo         | Kustodia św. Klary w Mozambiku                                             | autonomiczna                                  |
| Zimbabwe                                                                | Harare         | Kustodia Dobrego Pasterza w Zimbabwe                                       | zależna od prowincji irlandzkiej              |
| Gwinea Bissau                                                           | Bissau         | Kustodia św. Franciszka z Asyżu w Gwinea Bissau                            | zależna od prowincji weneckiej                |
| Madagaskar                                                              | Antsirabe      | Niepokalanego Poczęcia Najświętszej Maryi Panny na Madagaskarze            | zależna od Prowincji św. Franciszka w Nairobi |
| Maroko                                                                  | Rabat          | Protomęczenników Franciszkańskich w Maroku zależna od ministra generalnego | Manuel Corullón (kustosz)                     |

## Konferencja anglojęzyczna[11]
| Nr | Państwo         | Siedziba kurii | Nazwa / patronat                                                | Prowincjał / zarząd              |
| -- | --------------- | -------------- | --------------------------------------------------------------- | -------------------------------- |
| 1  | Wielka Brytania | Londyn         | Kustodia Niepokalanego Poczęcia w Wielkiej Brytanii             | zależna od prowincji irlandzkiej |
| 2  | Kanada          | Montreal       | Prowincja Ducha Świętego                                        |                                  |
| 3  | Irlandia        | Dublin         | Prowincja Irlandii                                              | Hugh McKenna                     |
| 4  | Malta           | Valletta       | Prowincja św. Pawła Apostoła na Malcie                          | Anthony Chircop                  |
| 5  | Litwa           | Wilno          | Prowincja św. Kazimierza Królewicza na Litwie                   | Astijus Kungys                   |
| 6  | USA             | Franklin       | Prowincja Wniebowzięcia Najświętszej Maryi Panny w USA          | John Puodziunas                  |
| 7  | USA             | Santa Barbara  | Prowincja Wniebowzięcia Najświętszej Maryi Panny w USA          | John Hardin                      |
| 8  | USA             | Saint Louis    | Prowincja NSPJ w USA                                            | William Spencer                  |
| 9  | USA             | Nowy Jork      | Prowincja Niepokalanego Poczęcia Najświętszej Maryi Panny w USA | Primo P. Piscitello              |
| 10 | USA             | Cincinnati     | Prowincja św. Jana Chrzciciela w USA                            | Mark Soehner                     |
| 11 | USA             | Nowy Jork      | Prowincja Najświętszego Imienia Jezus w USA                     | Kevin J. Mullen                  |
| 12 | USA             | Albuquerque    | Prowincja Najświętszej Maryi Panny z Guadalupe w USA            | Ronald Walters                   |
| 13 | USA             | Chicago        | Kustodia Świętej Rodziny w USA (chorwacka)                      | zależna od prowincji mostarskiej |

## Konferencja Azji Południowej, Australii i Oceanii[1]
| Nr | Państwo                 | Siedziba kurii | Nazwa / patronat                                      | Prowincjał / zarząd                 |
| -- | ----------------------- | -------------- | ----------------------------------------------------- | ----------------------------------- |
| 1  | Australia Nowa Zelandia | Waverley       | Prowincja Ducha Świętego w Australii i Nowej Zelandii | Paul Smith                          |
| 2  | Indie                   | Bangalore      | Prowincja św. Tomasza Apostoła                        | Babu Jose Pamplany                  |
| 3  | Indie                   | Nagpur         | Kustodia św. Bożej Rodzicielki                        | zależna od prowincji indyjskiej     |
| 4  | Indonezja               | Dżakarta       | Prowincja św. Michała Archanioła                      | Michael Peruhe                      |
| 5  | Indonezja               | Jayapura       | Prowincja Św. Franciszka Heralda Pokoju               |                                     |
| 6  | Pakistan                | Karaczi        | Kustodia św. Jana Chrzciciela w Pakistanie            | autonomiczna                        |
| 7  | Papua-Nowa Gwinea       | Aitape         | Kustodia św. Franciszka w Papui-Nowej Gwinei          | autonomiczna                        |
| 8  | Singapur Malezja Brunei | Singapur       | Kustodia św. Antoniego w Singapurze                   | zależna od prowincji australijskiej |

## Konferencja wschodnioazjatycka[1]
| Nr | Państwo          | Siedziba kurii | Nazwa / patronat                                 | Prowincjał / zarząd     |
| -- | ---------------- | -------------- | ------------------------------------------------ | ----------------------- |
| 1  | Japonia          | Tokio          | Prowincja św. Męczenników Japońskich             | Paul Murakami           |
| 2  | Filipiny         | Quezon City    | Prowincja św. Piotra Chrzciciela                 | Lino Gregorio Redoblado |
| 3  | Filipiny         | Cebu City      | Kustodia św. Antoniego Padewskiego na Filipinach | Renee C. Dean           |
| 4  | Wietnam          | Ho Chi Minh    | Prowincja św. Franciszka w Wietnamie             |                         |
| 5  | Korea Południowa | Seul           | Prowincja św. Męczenników Koreańskich            | Sanguk Joseph Kim       |
| 6  | Tajwan           | Taishan Shiang | Prowincja Najświętszej Maryi Panny Królowej Chin | Michael Sung-Hoon Woo   |

## Konferencja boliwariańska[1]
| Nr | Państwo   | Siedziba kurii      | Nazwa / patronat | Prowincjał / zarząd          |
| -- | --------- | ------------------- | --- | ---------------------------- |
| 1  | Ekwador   | Quito               | Prowincja św. Franciszka w Quito                                                                                                | Mario Liroy Ortoga Abarca    |
| 2  | Kolumbia  | Bogota              | Prowincja Wiary Świętej | José Alirio Urbina Rodríquez |
| 3  | Kolumbia  | Santa Rosa de Cabal | Prowincja św. Pawła Apostoła w Kolumbii                                                                                         | Nelson Tovar Alarcón         |
| 4  | Peru      | Lima                | Prowincja św. Franciszka Solano                                                                                                 | Dionisio Fernández (kustosz) |
| 5  | Peru      | Lima                | Prowincja Dwunastu Apostołów | Nicolás Ojeda Nieves         |
| 6  | Boliwia   | Cochabamba          | Prowincja św. Antoniego Padewskiego w Boliwii                                                                                   | Aurelio Pesoa Ribera         |
| 7  | Wenezuela | Caracas             | Kustodia Niepokalanego Poczęcia Najświętszej Maryi Panny w Wenezueli zależna od hiszpańskiej prowincji w Santiago de Compostela | José Arias (kustosz)         |

## Konferencja brazylijska[1]
| Nr | Państwo  | Siedziba kurii | Nazwa / patronat                                                     | Prowincjał / zarząd                     |
| -- | -------- | -------------- | -------------------------------------------------------------------- | --------------------------------------- |
| 1  | Brazylia | Recife         | Prowincja św. Antoniego Padewskiego w Brazylii                       | Marconi Lins de Araújo                  |
| 2  | Brazylia | Belo Horizonte | Prowincja Krzyża Świętego w Brazylii                                 | Francisco Carvalho Neto                 |
| 3  | Brazylia | Porto Alegre   | Prowincja św. Franciszka w Brazylii                                  | Marino Pedro Rhoden                     |
| 4  | Brazylia | São Paulo      | Prowincja Niepokalanego Poczęcia Najświętszej Maryi Panny w Brazylii | César Külkamp                           |
| 5  | Brazylia | Anápolis       | Prowincja Najświętszego Imienia Jezus w Brazylii                     | Marco Aurélio da Cruz                   |
| 6  | Brazylia | Bacabal        | Prowincja Wniebowzięcia Najświętszej Maryi Panny w Brazylii          | Antônio Pacheco Ramos                   |
| 7  | Brazylia | Campo Grande   | Kustodia Naszej Pani Siedmiu Radości w Brazylii                      | Rogério Viterbo de Sousa (kustosz)      |
| 8  | Brazylia | Santarém       | Kustodia św. Benedykta w Amazonii                                    | Edilson Rocha da Silva                  |
| 9  | Brazylia | Garça          | Kustodia NSPJ w Brazylii zależna od prowincji neapolitańskiej        | Fernando Aparecido dos Santos (kustosz) |

## Konferencja argentyńsko-chilijska[1]
| Nr | Państwo   | Siedziba kurii | Nazwa / patronat                                              | Prowincjał / zarząd  |
| -- | --------- | -------------- | ------------------------------------------------------------- | -------------------- |
| 1  | Argentyna | Buenos Aires   | Prowincja Wniebowzięcia Najświętszej Maryi Panny w Argentynie | Emilio Andrada       |
| 2  | Argentyna | Río Cuarto     | Prowincja św. Franciszka Solano w Argentynie                  | Carlos Guillermo Paz |
| 3  | Chile     | Santiago       | Prowincja Przenajświętszej Trójcy w Chile                     | Jorge Concha C.      |

## Konferencja zaalpejska[1]
| Nr | Państwo        | Siedziba kurii | Nazwa / patronat                                                 | Prowincjał / zarząd                |
| -- | -------------- | -------------- | ---------------------------------------------------------------- | ---------------------------------- |
| 1  | Belgia         | Sint-Truiden   | Kustodia św. Józefa Oblubieńca Najświętszej Maryi Panny w Belgii | zależna od prowincji holenderskiej |
| 2  | Niemcy         | Monachium      | Prowincja św. Elżbiety                                           | Cornelius Bohl                     |
| 3  | Holandia       | Utrecht        | Prowincja św. Męczenników z Gorkum                               | Theo Van Adrichem                  |
| 4  | Rumunia        | Kluż-Napoka    | Prowincja św. Stefana Króla                                      | Erik Urbán                         |
| 5  | Francja Belgia | Paryż          | Prowincja bł. Jana Dunsa Szkota                                  | Michel Laloux                      |
| 6  | Węgry          | Budapeszt      | Prowincja Najświętszej Maryi Panny na Węgrzech                   | Benedek Dobszay                    |
| 7  | Austria Włochy | Salzburg       | Prowincja św. Leopolda                                           | Friedrich Wenigwieser              |
| 8  | Szwajcaria     | Näfels         | Kustodia Chrystusa Króla                                         | zależna od prowincji salzburskiej  |

## Konferencja hiszpańsko-portugalska[1]
| Nr | Państwo    | Siedziba kurii         | Nazwa / patronat                                          | Prowincjał / zarząd       |
| -- | ---------- | ---------------------- | --------------------------------------------------------- | ------------------------- |
| 1  | Hiszpania  | San Sebastián          | Prowincja baskijska (Arantzazu)                           | José María Arregi Guridi  |
| 2  | Hiszpania  | Madryt                 | Prowincja Niepokalanego Poczęcia Najświętszej Maryi Panny | Joaquín Zurera Ribó       |
| 3  | Hiszpania  | Santiago de Compostela | Prowincja św. Jakuba Apostoła                             | Juan Manuel Buján         |
| 4  | Portugalia | Lizbona                | Prowincja św. Męczenników Marokańskich                    | Vítor José Melícias Lopes |

## Konferencja włoska[1]
Konferencja obejmuje prowincje włoskie i albańską. Na czele konferencji włoskiej stoi prezes o. Paolo Quaranta OFM. Jego zastępcą jest Livio Crisci. W skład zarządu jako radni wchodzą również: Antonino Catalfamo oraz Francesco Piloni. 
| Nr | Państwo            | Siedziba kurii | Nazwa / patronat                                              | Prowincjał / zarząd           |
| -- | ------------------ | -------------- | ------------------------------------------------------------- | ----------------------------- |
| 1  | Albania Czarnogóra | Szkodra        | kustodia Zwiastowania NMP                                     | Pashko Gojçaj (kustosz)       |
| 2  | Włochy             | Foggia         | Prowincja apulijska św. Michała Archanioła                    | Giuseppe Tomiri               |
| 3  | Włochy             | Catanzaro      | Prowincja kalabryjska św. Siedmiu Męczenników                 | Mario Chiarello               |
| 4  | Włochy             | Lecce          | Prowincja Wniebowzięcia Najświętszej Maryi Panny w Lecce      | Paolo Quaranta                |
| 5  | Włochy             | Neapol         | Prowincja neapolitańska NSPJ                                  | Agostino Esposito             |
| 6  | Włochy San Marino  | Jesi           | Prowincja piceńska św. Jakuba z Marchii                       | Simone Giampieri              |
| 7  | Włochy             | Rzym           | Prowincja św. Bonawentury Abruzja-Lacjum                      | Luciano De Giusti             |
| 8  | Włochy             | Salerno        | Prowincja Niepokalanego Poczęcia NMP                          | Antonio Ridolfi               |
| 9  | Włochy             | Benewent       | Prowincja Najświętszej Maryi Panny Pośredniczki Łask          | Sabino Iannuzzi               |
| 10 | Włochy             | Cagliari       | Kustodia sardeńska Najświętszej Maryi Panny Pośredniczki Łask | zależna od prowincji asyskiej |
| 11 | Włochy             | Asyż           | Prowincja seraficka św. Franciszka z Asyżu                    | Francesco Piloni              |
| 12 | Włochy             | Palermo        | Prowincja sycylijska Najświętszego Imienia Jezus              | Antonino Catalfamo            |
| 13 | Włochy             | Florencja      | Prowincja toskańska Stygmatów św. Franciszka                  | Livio Crisci                  |
| 14 | Włochy             | Mediolan       | Prowincja Północnych Włoch św. Antoniego Padewskiego          | Enzo Maggioni                 |

## Konferencja Ameryki Centralnej (meksykańska)[1]
| Nr | Państwo                                          | Siedziba kurii | Nazwa / patronat                               | Prowincjał / zarząd              |
| -- | ------------------------------------------------ | -------------- | ---------------------------------------------- | -------------------------------- |
| 1  | Meksyk                                           | Meksyk         | Prowincja Świętej Ewangelii                    | Joel Cosme Torres                |
| 2  | Meksyk                                           | Zapopan        | Prowincja św. Franciszka i Jakuba Apostoła     | Ángel Gabino Gutiérrez Martínez  |
| 3  | Meksyk                                           | Celaya         | Prowincja Apostołów Piotra i Pawła w Michoacán | Eduardo López Ramírez            |
| 4  | Panama Gwatemala inne kraje w Ameryce Centralnej | Gwatemala      | Prowincja Naszej Pani z Guadalupe              |                                  |
| 5  | Meksyk                                           | Tijuana        | Prowincja bł. Junipera Serry                   | Fredy Gálvez Angulo              |
| 6  | Meksyk                                           | Chetumal       | Prowincja św. Filipa od Jezusa                 |                                  |
| 7  | Portoryko oraz Karaiby                           | San Juan       | Kustodia karaibska                             | zależna od prowincji baskijskiej |

## Konferencja północnosłowiańska[1]
| Nr | Państwo          | Siedziba kurii        | Nazwa / patronat                                                       | Prowincjał / zarząd                     |
| -- | ---------------- | --------------------- | ---------------------------------------------------------------------- | --------------------------------------- |
| 1  | Czechy           | Praga                 | Prowincja św. Wacława                                                  | Jakub František Sadílek                 |
| 2  | Słowacja         | Bratysława            | Prowincja Najświętszego Zbawiciela                                     | Jeremiáš Daniel Kvaka                   |
| 3  | Polska           | Katowice              | Prowincja Wniebowzięcia Najświętszej Maryi Panny                       | Witosław Sztyk                          |
| 4  | Polska           | Wrocław               | Prowincja św. Jadwigi Śląskiej                                         | Alard Maliszewski                       |
| 5  | Polska           | Kalwaria Zebrzydowska | Prowincja Niepokalanego Poczęcia Najświętszej Maryi Panny (Bernardyni) | Egidiusz Włodarczyk                     |
| 6  | Polska           | Kraków                | Prowincja MB Anielskiej (Reformaci)                                    | Krzysztof Bobak                         |
| 7  | Polska           | Poznań                | Prowincja św. Franciszka z Asyżu                                       | Leonard Bielecki                        |
| 8  | Ukraina          | Żytomierz             | Prowincja św. Michała Archanioła                                       | Dobrosław Kopysterynski                 |
| 9  | Rosja Kazachstan | Ałmaty                | Fundacja św. Franciszka z Asyżu                                        | Bogumił Jan Bednarski (prezes fundacji) |

## Konferencja południowosłowiańska[1]
| Nr | Państwo              | Siedziba kurii | Nazwa / patronat                                               | Prowincjał / zarząd |
| -- | -------------------- | -------------- | -------------------------------------------------------------- | ------------------- |
| 1  | Bośnia i Hercegowina | Sarajewo       | Prowincja bośniacka Krzyża Świętego                            | Jozo Marinčić       |
| 2  | Chorwacja            | Zagrzeb        | Prowincja św. Cyryla i Metodego                                | Milan Krišto        |
| 3  | Chorwacja            | Zadar          | Prowincja dalmacka św. Hieronima                               | Andrija Bilokapić   |
| 4  | Chorwacja            | Split          | Prowincja dalmacka Najświętszego Zbawiciela                    | Marko Mrše          |
| 5  | Bośnia i Hercegowina | Mostar         | Prowincja hercegowińska Wniebowzięcia Najświętszej Maryi Panny | Miljenko Šteko      |
| 6  | Słowenia             | Lublana        | Prowincja Krzyża Świętego                                      |                     |